# Proteopharmacis mixta
Proteopharmacis mixta är en fjärilsart som beskrevs av Butler 1882. Proteopharmacis mixta ingår i släktet Proteopharmacis och familjen mätare. Inga underarter finns listade i Catalogue of Life.